# مياه فضية: صورة ذاتية لسوريا
مياه فضية: صورة ذاتية لسوريا هو فيلم وثائقي سوري عن الحرب الأهلية السورية، من إخراج أسامة محمد ووئام بدرخان، عُرض الفيلم لأول مرة في قسم العروض الخاصة في مهرجان كان السينمائي 2014.
صُوِرَ الفيلم من قبل "1001 سوري"، وفقًا لصانعي الفيلم، يوثق الفيلم بشكل انطباعي الدمار والفظائع التي ارتكبت في الحرب الأهلية من خلال مجموعة من روايات شهود العيان التي صورت على الهواتف المحمولة ونشرت على الإنترنت، ولقطات التقطتها وئام بدرخان أثناء حصار حمص.
حيث كانت وئام، وهي مُدَرِسة في مدرسة ابتدائية في حمص، قد تواصلت مع أسامة عبر الإنترنت لتسأله عما سيصوره لو كان موجوداً. وكان أسامة محمد، الذي يعمل في باريس، تعذبه المشاعر وهو يشهد الفظائع من بعيد، ويروي الفيلم أيضًا كيف يطارده في هذه الأحلام صبي سوري أطلق عليه الرصاص حتى قتله لأنه خطف كاميرته.
يتضمن الفيلم الوثائقي بعض مشاهد الفظائع التي يعتقد أسامه محمد أنه لا يمكن تصويرها إلا من قبل أفراد من قوات الأمن التابعة للحكومة السوريةـ ألتقى أسامة ووئام شخصيًا للمرة الأولى فقط عندما تمكنت من الهروب من حمص وحضور العرض العالمي الأول في فرنسا.

## روابط خارجية
- مياه فضية: صورة ذاتية لسوريا على موقع IMDb (الإنجليزية)
- مياه فضية: صورة ذاتية لسوريا على موقع روتن توميتوز (الإنجليزية)
- مياه فضية: صورة ذاتية لسوريا على موقع قاعدة بيانات الأفلام العربية
- مياه فضية: صورة ذاتية لسوريا على موقع ألو سيني (الفرنسية)
- مياه فضية: صورة ذاتية لسوريا على موقع أول موفي (الإنجليزية)
- مياه فضية: صورة ذاتية لسوريا على موقع فيلمافينيتي (الإسبانية)
- مياه فضية: صورة ذاتية لسوريا على موقع قاعدة بيانات الفيلم (الإنجليزية)
- مياه فضية: صورة ذاتية لسوريا على موقع ليتربوكسد (الإنجليزية)
- مياه فضية: صورة ذاتية لسوريا على موقع كينوبويسك (الروسية)